# Wereldkampioenschappen baanwielrennen 1910
De wereldkampioenschappen baanwielrennen 1910 werden van 17 tot en met 25 juli 1910 gehouden in het Belgische Brussel. Er stonden vier onderdelen op het programma, twee voor beroepsrenners en twee voor amateurs.

## Uitslagen

### Beroepsrenners
| Onderdeel | Goud      | Goud           | Zilver     | Zilver             | Brons             | Brons            |
| --------- | --------- | -------------- | ---------- | ------------------ | ----------------- | ---------------- |
| Sprint    | Frankrijk | Émile Friol    | Denemarken | Thorvald Ellegaard | Duitse Keizerrijk | Walter Rütt      |
| Stayeren  | Frankrijk | Georges Parent | België     | Léon Vanderstuyft  | Verenigde Staten  | Bob Walthour sr. |

### Amateurs
| Onderdeel | Goud                | Goud           | Zilver            | Zilver       | Brons               | Brons            |
| --------- | ------------------- | -------------- | ----------------- | ------------ | ------------------- | ---------------- |
| Sprint    | Verenigd Koninkrijk | William Bailey | Duitse Keizerrijk | Karl Neumer  | Frankrijk           | Paul Texier      |
| Stayeren  | België              | Henri Hens     | Frankrijk         | Louis Delbor | Verenigd Koninkrijk | Sydney F. Bailey |

### Medaillespiegel
| Plaats | Land                | Goud | Zilver | Brons | Totaal |
| 1      | Frankrijk           | 2    | 1      | 1     | 4      |
| 2      | België              | 1    | 1      | 0     | 2      |
| 3      | Verenigd Koninkrijk | 1    | 0      | 1     | 2      |
| 4      | Duitse Keizerrijk   | 0    | 1      | 1     | 2      |
| 5      | Denemarken          | 0    | 1      | 0     | 1      |
| 6      | Verenigde Staten    | 0    | 0      | 1     | 1      |
| Totaal | Totaal              | 4    | 4      | 4     | 12     |

Edities

1893 ·
1894 ·
1895 ·
1896 ·
1897 ·
1898 ·
1899 ·
1900 ·
1901 ·
1902 ·
1903 ·
1904 ·
1905 ·
1906 ·
1907 ·
1908 ·
1909 ·
1910 ·
1911 ·
1912 ·
1913 ·
1914 ·
1915 · 1916 · 1917 · 1918 · 1919 ·
1920 ·
1921 ·
1922 ·
1923 ·
1924 ·
1925 ·
1926 ·
1927 ·
1928 ·
1929 ·
1930 ·
1931 ·
1932 ·
1933 ·
1934 ·
1935 ·
1936 ·
1937 ·
1938 ·
1939 ·
1940 · 1941 · 1942 · 1943 · 1944 · 1945 ·
1946 ·
1947 ·
1948 ·
1949 ·
1950 ·
1951 ·
1952 ·
1953 ·
1954 ·
1955 ·
1956 ·
1957 ·
1958 ·
1959 ·
1960 ·
1961 ·
1962 ·
1963 ·
1964 ·
1965 ·
1966 ·
1967 ·
1968 ·
1969 ·
1970 ·
1971 ·
1972 ·
1973 ·
1974 ·
1975 ·
1976 ·
1977 ·
1978 ·
1979 ·
1980 ·
1981 ·
1982 ·
1983 ·
1984 ·
1985 ·
1986 ·
1987 ·
1988 ·
1989 ·
1990 ·
1991 ·
1992 ·
1993 ·
1994 ·
1995 ·
1996 ·
1997 ·
1998 ·
1999 ·
2000 ·
2001 ·
2002 ·
2003 ·
2004 ·
2005 ·
2006 ·
2007 ·
2008 ·
2009 ·
2010 ·
2011 ·
2012 · 
2013 · 
2014 · 
2015 · 
2016 · 
2017 · 
2018 · 
2019 · 
2020 · 
2021 · 
2022 · 
2023 ·
2024 ·
2025 ·

Onderdelen

Achtervolging (individueel) · 
afvalkoers · 
keirin · 
koppelkoers · 
omnium · 
ploegenachtervolging · 
puntenkoers · 
scratch · 
sprint · 
teamsprint ·  
tijdrijden

Voormalig:
stayeren ·
tandem